# Jungfrun (stjärntecken)
Jungfrun (latin: Virgo; grekiska: Παρθένος, Parthenos; symbol: ♍) är ett astrologiskt stjärntecken i zodiaken.